# 尤里·洛特曼
尤里·米哈伊洛维奇·洛特曼（俄语：Ю́рий Миха́йлович Ло́тман；1922年2月28日—1993年10月28日）是一名文学家，符号学家和文化史家。他在塔尔图大学工作。他是爱沙尼亚科学院成员之一。
他在符号学和结构领域最有影响力的作品是《符号学影院》、《艺术文本的结构》和《诗文本分析》。1984年，洛特曼创造了符號域术语。1991年，他获得语言学金奖。对于语言学家来说，这个是语言学中的最高奖项。

## 生平
尤里·洛特曼出生在一个俄罗斯彼得格勒的一个犹太精英家庭，他的父亲米哈伊尔·洛特曼是一位律师，母亲是受过索邦教育的牙医亚历山德拉·洛特曼。他的姐姐Inna Obraztsova毕业于列宁格勒音乐学院，成为一名作曲家和音乐理论的讲师。他的一位妹妹维多利亚·洛特曼是一位著名心脏病专家，而另一位利迪娅·洛特曼是19世纪下半叶俄罗斯文学的学者。
1939年，洛特曼以优异的成绩从中学毕业，并免试进入列宁格勒州立大学。在那里，他以语言学作为主要学习专业，这是受了他的妹妹利迪娅·洛特曼的大学朋友的影响而做出的选择（实际上，他还在中学时就参加过大学里关于语言学方面的讲座）。在他读大学期间，他的教授是著名的讲师和学者 -  Gukovsky，Azadovsky，Tomashevsky和Propp。他于1940年应征入伍，并在第二次世界大战期间担任炮兵的无线电操作员。1946年，他从军队复员，然后于1950年回到大学学习，并获得了他的文凭。他最早发表的研究论文主要集中于18世纪和19世纪的俄罗斯文学和社会思想。
由于19世纪反犹太主义盛行，洛特曼无法在列宁格勒找到学术职位（他无法申请博士课程），所以他于1950年前往爱沙尼亚，并于1954年开始担任塔尔图大学俄语语言文学系的讲师，后来成为该系的负责人。
1960年代早期，洛特曼与来自莫斯科的一些结构主义语言学家建立了学术联系，并邀请他们参加1964年8月19日至29日在Kääriku举办的第一个二级建模系统暑期学校。这就是塔尔图—莫斯科学派（Tartu-Moscow School）的开端。洛特曼建议在塔尔图大学正式出版“符号系统的结构研究”讨论会会议材料，自那时(一九六四年)起，开始出版著名的《符号系统著作》，迄今共出十八辑，十九、二十辑正在印刷中。在一九六〇——一九六一学年中，洛特曼开设了结构主义诗学的课程，这门课程以后保留下来，并于一九六四年出版了《结构主义诗学讲义》一书(一九六二年付排)，成为《符号系统著作》的第一辑。与此同时，他还主持举行了一系列会议。雅各布森参加了一九六六年的会议，并对此作出高度评价，认为会议气氛融洽，发言和讨论协调自然，仿佛没有经过任何人为的组织。他赞叹地说：“然而在这一切后面有着洛特曼的铁手，他引导着会议的进程，他是杰出的、无可比拟的组织者！”这样，塔尔图—莫斯科学派终于冲破重重阻力，在国际符号学界确立了自己的地位。至今，这一学派仍在生机勃勃地不断发展，而塔尔图—莫斯科学派的研究方向在这段时间中发生了转变，从运用语言学方法研究非语言学客体，转变到研究作为某种内在的研究领域的文化符号学。如果在初期这个学派感兴趣的首先是描述语言问题——怎样描述某个客体，那么现在感兴趣的首先是符号研究的客体本身，也就是这样或者那样地得到实现的文化——不是怎样描述，而是描述什么。这种状况使得这个学派成员的研究总是同分析具体的文化本文相联系，即归根到底总是具有阐释性质。一般地说，他们不研究抽象的符号学分析方法论，这是他们的符号学研究的又一个特征。

## 主要理论
洛特曼早期的学术研究重点主要是文艺符号学。他以文学研究为起点，把对艺术语言和艺术结构的研究推进到绘画、戏剧、电影等多方面，探讨了文艺符号的功能结构。洛特曼这一时期的研究深受结构主义的影响，并继承了彼得堡诗歌语言研究会的文艺传统，从文艺学理论出发对艺术符号系统进行了模式分析和结构分析，以聚合和组合为轴心探讨了文本的构建原则。洛特曼将艺术作品作为建立在自然语(第一模拟系统，Primary Modeling System)基础上的第二模拟系统（Secondary ModelingSystem)，借鉴生物学理论将文学艺术作为“文化链”的环节之一来阐述艺术文本和外文本之间的关系。这种从整体上进行的文艺符号学研究对洛特曼后来的文化研究奠定了方法论的基础：他对文化的系统性考察也是从整体出发，融合生物学等自然学科的理论，试图从宏观上把握文化运动的规律，并找出其中的恒量与变量。
20世纪70年代以后，洛特曼的研究重点转向文化符号学，这也是他学术成就最高的领域所在。在他的一系列著作中，洛特曼建立起一套以符号域(semiosphere)为中心的理论，来描述其系统内部的运动规律和空间结构。洛特曼对文化的最早研究始于他在1971年和乌斯宾斯基(Boris Uspensky)合写的论文《文化的符号机制》。他们在文中进行了对文化基本特征的初步描述，如文化这一符号系统的边界性、互动性、连续性和集体记忆功能等。洛特曼文化观的大致成形则体现在他于1984年发表的《符号域》一文中。符号域是民族文化的载体，是符号存在和运动的空间，也是文化存在和发展的前提和结果。在后来撰写的一系列文化符号学著作中，洛特曼引入了信息论、控制论、耗散结构理论和拓扑学等自然科学原理来阐释文化符号域内部和内外之间的文本互动，以此说明符号域这一开放性系统是如何维持动态平衡的。洛特曼关于文化结构和文化动力的看法对莫斯科-塔尔图学派的研究影响很大，该学派的很多学者都利用系统论从整体结构上对文化进行研究。
“文化文本”(cultural text)是洛特曼文化符号学理论的另一个中心概念。他对文本的早期研究集中于对其结构和类型的分析。随着研究的深入，洛特曼的文本观发生了很大变化。文本被视为文化的基本单位，“是完整意义和完整功能的携带者”。所谓完整意义和完整功能要视相应的文化语境而定：在不同层面上，同一个信息可以是文本的一部分，也可以是文本或者文本丛。文本可分为分离型文本（discrete text，又译作“离散型文本”）即“第二性文本”，和图像文本（iconic text又译作“浑成型文本”）即“第一性文本”，也可以是这两种文本的混合。文本具有信息传递功能、信息生成功能和信息记忆功能。文本和文本之间既有直接的联系，也有在阐释过程中发生的新的联系。由于文本和文本之间相互影响，形成持续不断的运动，整个文化史可以看作文本关系的发展史。
洛特曼的符号学理论以“文本”这一观念为载体，以“符号域”为视域，从文化描写的元系统出发考察了符号运动的意义和功能。在符号学界产生了深远的影响。

## 洛特曼的中国接受
目前中国符号学界对于洛特曼的研究主要是对他的“文本”概念的研究。自80年代，洛特曼的理论进入中国，开始受到学术界的广泛关注。中国学者对洛特曼符号学思想的介绍始于20世纪80年代中后期。最初，洛特曼是作为苏联符号学的代表人物借西方文论在中国大行其道的“东风”被介绍给中国文艺理论界的。
进入90年代，特别是在洛特曼逝世之后，中国学者开始“从各个角度和层面”对洛特曼的符号学思想“展开了深入的研究与探讨。中国学术界对于罗特曼和符号学的认识逐步加深，研究范围向文化符号学拓展。
自90年代末起，中国的洛特曼研究进入了一个蓬勃发展的新时期。2004年问世的、由张杰与康澄合著的《结构文艺符号学》（外语教学与研究出版社）一书系中国第一本研究洛特曼符号学思想的专著，该书对于洛特曼与塔尔图－莫斯科符号学派的另一位重量级人物乌斯宾斯基及西方结构主义学派之间的异同进行了比较研究。
进入新千年，中国的许多学术刊物上也刊发了大量研究洛特曼学术思想的论文。特别值得一提的是，2005年5月在北京外国语大学召开了“全国洛特曼学术思想研讨会”，这在中国洛特曼学术思想研究史上尚属首次。会后，由黑龙江人民出版社出版了会议论文集《洛特曼学术思想研究》（2006）。这一系列活动标志着我国的洛特曼研究从此步入了一个崭新的阶段。
当前，虽然已经有了一些对洛特曼及其思想的研究，但是对于洛特曼著作的翻译还远远不够，研究也相对流于表面。为了鼓励学术界对洛特曼及符号学进一步研究，2001年开始对“洛特曼符号理论研究”这一课题进行资助。